# Лауреаты Премии Правительства Российской Федерации в области образования (2006)
 Лауреаты Премии Правительства Российской Федерации в области образования 2006 года — перечень награждённых правительственной наградой Российской Федерации, присужденной за достижения в образовательной деятельности.
Лауреаты определены Постановлением Правительства РФ от 22 февраля 2007 года № 121-р на основании предложения Межведомственного совета по присуждению премий Правительства в области образования.

## О Премии
Постановлением Правительства Российской Федерации от 26 августа 2004 года № 440 «О премиях Правительства Российской Федерации в области образования» в целях развития педагогической науки, инновационных процессов в образовательной практике, создания эффективных технологий обучения учреждены 20 ежегодных премий Правительства Российской Федерации в области образования в размере 1 млн рублей каждая.

## Лауреаты и другая информация
1. Фельдштейну Давиду Иосифовичу, доктору психологических наук, профессору, вице-президенту, академику Российской академии образования, — за цикл трудов «Психология взросления: структурно-содержательные характеристики развития личности» для общеобразовательных учреждений.
2. Жукову Василию Ивановичу, доктору исторических наук, профессору, члену-корреспонденту Российской академии наук, ректору Российского государственного социального университета, Саенко Геннадию Васильевичу, доктору исторических наук, первому проректору, Григорьеву Святославу Ивановичу, доктору социологических наук, члену-корреспонденту Российской академии образования, Лаптеву Леониду Григорьевичу, доктору психологических наук, Митрохину Василию Ивановичу, доктору философских наук, Осадчей Галине Ивановне, доктору социологических наук, Климантовой Галине Ивановне, доктору политических наук, проректорам, Жуковой Галине Севастьяновне, доктору физико-математических наук, Кандыбовичу Сергею Львовичу, доктору психологических наук, профессорам, — работникам того же университета; Деркачу Анатолию Алексеевичу, доктору психологических наук, профессору, академику Российской академии образования, заведующему кафедрой Международного акмеологического института, — за работу "Инновационно-модульный комплекс университетского образования по специальности и направлению «Социальная работа» для образовательных учреждений высшего профессионального образования.
3. Гайворонскому Ивану Васильевичу, доктору медицинских наук, профессору, начальнику кафедры Военно-медицинской академии имени С. М. Кирова; Григорян Галине Викторовне, кандидату химических наук, директору федерального государственного унитарного предприятия «Ордена Ленина и ордена Трудового Красного Знамени Научно-исследовательский институт синтетического каучука имени академика С. В. Лебедева», — за научно-практическую разработку «Полимерное бальзамирование — инновационная технология изготовления и сохранения натуральных биологических объектов для образовательных и просветительских целей».
4. Ушвицкому Льву Исаковичу, доктору экономических наук, профессору, декану факультета Северо-Кавказского государственного технического университета, Воронцовой Галине Владимировне, Калюгиной Светлане Николаевне, Кривокоре Евгении Ивановне, Маринец Ирине Николаевне, Момотовой Оксане Николаевне, Федоренко Татьяне Михайловне, Яковенко Наталье Николаевне, докторанту кафедры, кандидатам экономических наук, доцентам, Парахиной Валентине Николаевне, доктору экономических наук, профессору, заведующей кафедрой, — работникам того же университета; Васильеву Юрию Викторовичу, доктору экономических наук, профессору, депутату Государственной Думы Федерального Собрания Российской Федерации, председателю Комитета Государственной Думы по бюджету и налогам, — за комплекс учебных пособий «Теория управления» и «Практикум по теории управления» для образовательных учреждений высшего профессионального образования.
5. Поршневу Анатолию Георгиевичу, доктору экономических наук, профессору, члену-корреспонденту Российской академии наук, ректору Государственного университета управления, Кибанову Ардальону Яковлевичу, заведующему кафедрой, Захарову Дмитрию Кирилловичу, декану факультета, докторам экономических наук, Баткаевой Ирине Александровне, Ивановской Людмиле Владимировне, заместителю заведующего кафедрой, Старостину Юрию Леонидовичу, первому проректору, кандидатам экономических наук, профессорам, Коноваловой Валерии Германовне, заместителю заведующего кафедрой, Митрофановой Елене Александровне, заместителю директора Института повышения квалификации, Свистунову Василию Михайловичу, проректору, кандидатам экономических наук, доцентам, — работникам того же университета; Мамед-заде Гасану Азад оглы, доктору экономических наук, профессору, заместителю директора Департамента экономики и финансов Министерства образования и науки Российской Федерации, — за комплект учебников, учебных пособий и методических разработок по циклу специальных дисциплин государственного образовательного стандарта высшего профессионального образования по специальности «Управление персоналом».
6. Коваленко Андрею Петровичу, доктору технических наук, профессору, начальнику Института криптографии, связи и информатики Академии Федеральной службы безопасности Российской Федерации, Смирнову Сергею Николаевичу, доктору технических наук, доценту, первому заместителю начальника, Лосю Владимиру Павловичу, доктору военных наук, профессору, Мизерову Виктору Владимировичу, кандидату физико-математических наук, доценту, Белову Евгению Борисовичу, заместителям начальника, Погорелову Борису Александровичу, доктору физико-математических наук, профессору, — работникам того же института; Крекотеню Станиславу Павловичу, кандидату физико-математических наук, ведущему научному сотруднику Главного государственного экспертного центра оценки образования; Лаврухину Юрию Николаевичу, кандидату технических наук, старшему научному сотруднику, начальнику управления Федеральной службы по техническому и экспортному контролю; Садовничему Виктору Антоновичу, доктору физико-математических наук, профессору, академику Российской академии наук, ректору Московского государственного университета имени М. В. Ломоносова; Шерстюку Владиславу Петровичу, кандидату технических наук, помощнику Секретаря Совета Безопасности Российской Федерации, — за научно-практическую работу «Разработка и создание государственной системы подготовки специалистов в области информационной безопасности» для образовательных учреждений высшего и дополнительного профессионального образования.
7. Назарову Михаилу Георгиевичу, доктору экономических наук, профессору, заведующему кафедрой Академии бюджета и казначейства Министерства финансов Российской Федерации; Башиной Ольге Эмильевне, доктору экономических наук, профессору, заведующей кафедрой Российского государственного торгово-экономического университета; Гохбергу Леониду Марковичу, доктору экономических наук, профессору, проректору Государственного университета — Высшей школы экономики; Ефимовой Марине Романовне, доктору экономических наук, профессору, заведующей кафедрой Государственного университета управления; Зинченко Алексею Павловичу, доктору экономических наук, профессору, члену-корреспонденту Российской академии сельскохозяйственных наук, заведующему кафедрой Российского государственного аграрного университета — МСХА имени К. А. Тимирязева; Мхитаряну Владимиру Сергеевичу, доктору экономических наук, профессору, директору Института статистики и эконометрики; Калмыковой Наталье Михайловне, кандидату экономических наук, доценту экономического факультета Московского государственного университета имени М. В. Ломоносова; Соколину Владимиру Леонидовичу, руководителю Федеральной службы государственной статистики, Суринову Александру Евгеньевичу, доктору экономических наук, заместителю руководителя Службы; Щербакову Сергею Григорьевичу, кандидату экономических наук, директору Департамента платежного баланса Банка России, — за создание учебника для образовательных учреждений высшего профессионального образования «Курс социально-экономической статистики».
8. Петрову Анатолию Павловичу, доктору технических наук, профессору, ректору Российского государственного технологического университета имени К. Э. Циолковского, Городецкому Игорю Георгиевичу, кандидату химических наук, доценту, заведующему кафедрой, — работнику того же университета; Зинченко Владимиру Петровичу, доктору психологических наук, профессору, академику Российской академии образования, главному научному сотруднику Института содержания и методов обучения; Коршунову Сергею Валерьевичу, кандидату технических наук, доценту, проректору Московского государственного технического университета имени Н. Э. Баумана, Ющенко Аркадию Семеновичу, доктору технических наук, профессору, заведующему кафедрой, — работнику того же университета; Львову Владимиру Марковичу, доктору технических наук, профессору, директору Межотраслевого центра эргономических исследований и разработок; Мунипову Владимиру Михайловичу, доктору психологических наук, академику Российской академии образования, профессору Московского государственного института радиотехники, электроники и автоматики (технического университета); Падерно Павлу Иосифовичу, доктору технических наук, профессору Санкт-Петербургского государственного электротехнического университета «ЛЭТИ» имени В. И. Ульянова (Ленина); Турзину Петру Степановичу, доктору медицинских наук, профессору, заместителю директора Учебно-научного медицинского центра Управления делами Президента Российской Федерации; Шадрикову Владимиру Дмитриевичу, доктору психологических наук, профессору, академику Российской академии образования, научному руководителю факультета Государственного университета — Высшей школы экономики, — за научно-практическую и методическую разработку «Создание учебно-методического и организационного обеспечения инновационной системы подготовки высококвалифицированных специалистов в области эргономики» для образовательных учреждений высшего профессионального образования.
9. Большакову Владимиру Николаевичу, доктору биологических наук, академику Российской академии наук, директору Института экологии растений и животных; Качаку Валерию Владимировичу, доктору экономических наук, профессору, заместителю начальника Управления программ и проектов Федерального агентства по науке и инновациям; Ходоровской Ирине Юрьевне, кандидату экономических наук, доценту Уральского государственного технического университета, Коберниченко Виктору Григорьевичу, заведующему кафедрой, Островской Анне Валентиновне, Советкину Владиславу Львовичу, кандидатам технических наук, доцентам, Лобанову Владимиру Ивановичу (посмертно), заведующему кафедрой, Тягунову Геннадию Васильевичу, заведующему кафедрой, Харламповичу Георгию Дмитриевичу (посмертно), Ярошенко Юрию Гавриловичу, докторам технических наук, профессорам, — работникам того же университета, — за создание учебника «Экология» для образовательных учреждений высшего профессионального образования.
10. Саркисову Павлу Джибраеловичу, доктору технических наук, профессору, академику Российской академии наук, президенту Российского химико-технологического университета имени Д. И. Менделеева, Тарасовой Наталии Павловне, доктору химических наук, профессору, члену-корреспонденту Российской академии наук, директору института того же университета; Лаверову Николаю Павловичу, доктору геолого-минералогических наук, профессору, академику Российской академии наук, научному руководителю Института геологии рудных месторождений, петрографии, минералогии и геохимии; Светцову Владимиру Ивановичу, доктору химических наук, профессору, проректору Ивановского государственного химико-технологического университета, Шарнину Валентину Аркадьевичу, доктору химических наук, профессору, проректору, — работнику того же университета; Нефедову Олегу Матвеевичу, доктору химических наук, профессору, академику Российской академии наук, заведующему лабораторией Института органической химии имени Н. Д. Зелинского, Свитанько Игорю Валентиновичу, кандидату химических наук, заведующему отделом, — работнику того же института; Семенову Сергею Евгеньевичу, директору лицея N 1303 г. Москвы; Чистякову Юрию Васильевичу, кандидату химических наук, доценту, ведущему научному сотруднику Института химии растворов; Ярославцеву Андрею Борисовичу, доктору химических наук, профессору, ответственному секретарю Российского фонда фундаментальных исследований, — за научно-практическую разработку «Инновационные пути развития высшего образования на основе его интеграции с фундаментальной наукой» для образовательных учреждений высшего профессионального образования.
11. Беренгартену Михаилу Георгиевичу, кандидату химических наук, доценту, проректору Московского государственного университета инженерной экологии, Кутепову Алексею Митрофановичу (посмертно), доктору технических наук, профессору, академику Российской академии наук, заведующему кафедрой, Бондаревой Татьяне Ивановне, кандидату технических наук, профессору, — работникам того же университета, — за создание учебника для образовательных учреждений высшего профессионального образования «Общая химическая технология».
12. Гранкину Борису Константиновичу, доктору технических наук, профессору Военно-космической академии имени А. Ф. Можайского, Звягину Владимиру Ильичу, Полякову Алексею Прокофьевичу, Птушкину Анатолию Ивановичу, ведущему научному сотруднику, кандидатам технических наук, профессорам, Жигилею Валентину Сергеевичу, Румянцеву Борису Ивановичу, Савченко Владимиру Ивановичу, начальнику кафедры, Шаповалову Евгению Николаевичу, заместителю начальника кафедры, кандидатам технических наук, Сечкину Алексею Семеновичу, Трудову Алексею Вениаминовичу, доцентам, — работникам той же академии, — за цикл научных и учебно-методических трудов «Разработка и реализация концепции подготовки специалистов по эксплуатации комплексов космических средств в образовательных учреждениях высшего профессионального образования».
13. Орлову Владимиру Александровичу, кандидату технических наук, профессору Московского государственного строительного университета; Примину Олегу Григорьевичу, доктору технических наук, доценту, заместителю директора государственного унитарного предприятия «МосводоканалНИИпроект»; Харькину Владиславу Альбертовичу, кандидату технических наук, генеральному директору общества с ограниченной ответственностью "Фирма «Прогресс»; Храменкову Станиславу Владимировичу, кандидату технических наук, доценту, генеральному директору Московского государственного унитарного предприятия «Мосводоканал», — за создание цикла учебных пособий и монографий «Оперативное и экологичное строительство и ремонт инженерных сетей для создания условий их надежной работы и технического обслуживания» для образовательных учреждений высшего профессионального образования.
14. Громыко Юрию Вячеславовичу, доктору психологических наук, профессору, директору Научно-исследовательского института инновационных стратегий развития общего образования, Хижняковой Елене Вадимовне, заведующей отделом того же института; Бунимовичу Евгению Абрамовичу, кандидату педагогических наук, депутату Московской городской Думы; Бадил Валентине Александровне, кандидату педагогических наук, начальнику Западного окружного управления образования г. Москвы, Зубаревой Татьяне Александровне, начальнику отдела того же управления; Будановой Галине Петровне, кандидату педагогических наук, проректору Московского института открытого образования; Лагоде Ирине Валентиновне, директору центра внешкольной работы «Синегория» г. Москвы; Михайловой Светлане Александровне, директору центра детского творчества «Матвеевское» г. Москвы; Прохоренко Ольге Эдуардовне, заместителю директора средней общеобразовательной школы N 1129 г. Москвы, — за научно-практическую разработку «Единое воспитательное пространство — социальная инфраструктура детства» для органов управления образованием субъектов Российской Федерации.
15. Хазанкину Роману Григорьевичу, научно-методическому руководителю Белорецкой средней общеобразовательной компьютерной школы — филиала негосударственного образовательного учреждения «Уральский региональный экспериментальный учебно-научный комплекс», Хазанкину Вениамину Григорьевичу, кандидату технических наук, доценту, ректору того же учреждения, — за научно-практическую разработку «Белорецкая компьютерная школа — центр интеллектуального развития школьников».
16. Джеусу Александру Васильевичу, кандидату психологических наук, генеральному директору Всероссийского детского центра «Орленок», Бостанджогло Михаилу Михайловичу, кандидату педагогических наук, директору представительства этого центра в г. Москве, Панченко Сергею Ивановичу, кандидату педагогических наук, доценту, помощнику генерального директора, Романец Ирине Васильевне, кандидату психологических наук, первому заместителю генерального директора, — работникам того же центра; Волохову Алексею Васильевичу, доктору педагогических наук, профессору, вице-председателю Международного союза детских общественных объединений, Фришман Ирине Игоревне, доктору педагогических наук, профессору, заместителю директора научно-практического центра той же организации, — за научно-практическую разработку «Работа с подростками — лидерами» для органов управления образованием, органов по делам молодежи субъектов Российской Федерации, детских, молодёжных, общественных объединений.
17. Дубровиной Ирине Владимировне, доктору психологических наук, профессору, академику Российской академии образования, заведующей лабораторией Московского городского психолого-педагогического университета; Андреевой Алле Дамировне, кандидату психологических наук, ведущему научному сотруднику Психологического института Российской академии образования, Даниловой Елене Евгеньевне, Толстых Наталии Николаевне, кандидатам психологических наук, ведущим научным сотрудникам, — работникам того же института; Прихожан Анне Михайловне, доктору психологических наук, заведующей лабораторией института Российского государственного гуманитарного университета, — за создание комплекта учебных и учебно-методических пособий «Система воспитания психологической культуры в школе».
18. Капустину Владимиру Григорьевичу, кандидату географических наук, доценту, декану факультета Уральского государственного педагогического университета, Корневу Ивану Николаевичу, кандидату географических наук, профессору, заведующему кафедрой того же университета, — за создание учебно-методического комплекса по географии Свердловской области для общеобразовательных учреждений.
19. Парамоновой Ларисе Алексеевне, доктору педагогических наук, директору центра «Дошкольное детство» имени А. В. Запорожца, Антоновой Татьяне Викторовне, заведующей лабораторией, Павловой Любови Николаевне, кандидатам психологических наук, Алиевой Татьяне Ивановне, заместителю директора, Арушановой Алле Генриховне, Давидчук Тосе Николаевне, кандидатам педагогических наук, ведущим научным сотрудникам, Рыжовой Наталье Александровне, кандидату биологических наук, доктору педагогических наук, ведущему научному сотруднику, Пантелеевой Лие Владимировне, кандидату педагогических наук, старшему научному сотруднику, Тарасовой Кире Владимировне, доктору психологических наук, заведующей лабораторией, Тимофеевой Евдокии Андреевне, кандидату педагогических наук, научному сотруднику, — работникам того же центра, — за научно-практическую разработку «Система инновационного программно-методического обеспечения дошкольного уровня образования».
20. Юсупову Ривкату Рашидовичу, доктору исторических наук, профессору, ректору Казанского государственного университета культуры и искусств, Богоудиновой Розе Закировне, проректору, Дрешер Юлии Николаевне, заведующей кафедрой, Терехову Павлу Петровичу, первому проректору, Шамсутдиновой Дильбар Валиевне, декану факультета, докторам педагогических наук, профессорам, Ключенко Тамаре Ивановне, доктору исторических наук, заведующей кафедрой, Калегиной Ольге Анатольевне, кандидату педагогических наук, декану факультета, Игламовой Аделе Ахметовне, заведующей кафедрой, Максютину Николаю Федоровичу, кандидату педагогических наук, профессорам, Скляр Валентине Макаровне, доценту, — работникам того же университета, — за цикл трудов «Методология и технологии реализации региональной системы непрерывной профессиональной подготовки специалистов социокультурной сферы и искусств Среднего Поволжья».